# Michel Mathieu (homme politique)
Pour les articles homonymes, voir Mathieu et Michel Mathieu.
Michel Mathieu (20 décembre 1838 - 30 juillet 1916) est un avocat, notaire et homme politique fédéral, provincial et municipal du Québec.

## Biographie
Né à Sainte-Victoire-de-Sorel dans le Bas-Canada, il devient membre du Bureau des Notaires de Sorel en 1864. Nommé au Barreau du Québec en 1865, il devient également shérif du district de Richelieu en 1866. 
Élu député du Parti conservateur dans la circonscription fédérale de Richelieu en 1872, il est défait en 1874.
Devenu député du Parti conservateur du Québec dans la circonscription provinciale de Richelieu en 1875, il fut réélu en 1878. Il démissionne en 1881 pour devenir juge de la Cour supérieure du Québec dans les districts de Joliette et Montréal. De 1876 à 1882, il sert également comme maire de la municipalité de Sorel.
Nommé au Conseil de la Reine en 1880, il travailla aussi comme professeur de droit de l'Université Laval à Montréal de 1886 à 1915. Il est mandaté en 1892 dans une commission chargée d'investiguer les allégations de corruption touchant le gouvernement d'Honoré Mercier. Il quitte précipitamment la commission à cause de problèmes de santé.
Avec Adolphe Germain, il fonde la Revue légale en 1869. Malgré l'achat du périodique par Amédée Périard en 1884, il en demeurere éditeur jusqu'en 1892. À Sorel, il publia l'hebdomadaire Le Courrier de Richelieu de 1872 à 1874. Il fut aussi l'éditeur d'un ouvrage composé de 29 volumes de jugements portés par les Cours de la province de plus que de nombreux livres de loi, incluant les éditions des Codes municipaux et civils.